# 柘城県
柘城県（しゃじょう-けん）は中華人民共和国河南省商丘市に位置する県。

## 行政区画
- 街道:長江新城街道、浦東街道
- 鎮:城関鎮、陳青集鎮、起台鎮、胡襄鎮、慈聖鎮、安平鎮、遠襄鎮、崗王鎮、伯崗鎮、張橋鎮
- 郷:邵元郷、洪恩郷、老王集郷、大仵郷、馬集郷、牛城郷、恵済郷、申橋郷、李原郷、皇集郷